# 大リビア・アラブ社会主義人民ジャマーヒリーヤ国の最高指導者及び革命指導者
大リビア・アラブ社会主義人民ジャマーヒリーヤ国の最高指導者及び革命指導者（だいリビア・アラブしゃかいしゅぎじんみんジャマーヒリーヤこくのさいこうしどうしゃおよびかくめいしどうしゃ、アラビア語: الشقيق القائد ومرشد الثورة）は、ムアンマル・アル＝カッザーフィーが保持した称号であり、大リビア・アラブ社会主義人民ジャマーヒリーヤ国の事実上の元首である。リビア政府は、この称号は国の象徴的な地位に過ぎないと主張した。しかし、カッザーフィーはこの称号の下でリビアにおける事実上の最高指導者であった 。

## 歴史
1969年9月1日にイドリース1世が退位を強いられたクーデターの後、リビアはカッザーフィーが率いる革命指導評議会（RCC）によって統治された。1977年3月2日、人民の権威の確立に関する宣言が採択された後、RCCは廃止され、最高権力が全人民会議（GPC）の手に渡った。その後、カッザーフィーは全人民会議の書記長になった。
1977年3月2日、カッザーフィーがすべての公的職務を放棄し、リビア国家の「指導者」（アラビア語: قائد Qāʾid カーイド）に指名され、「大リビア・アラブ社会主義人民ジャマーヒリーヤ国の9月1日革命指導者」または「最高指導者及び革命指導者」を授与されたことが、政府の声明と公式報道によって周知された。
この称号は1979年から正式に使用されたが、カッザーフィーの統治期間全体に適用されることがよくある。カッザーフィーは1979年から政府内の公的職務を持っていなかったが、彼が政府と国をほぼ絶対的に支配しているものと理解されていた。2011年の内戦で政権が崩壊するまで42年間にわたって権力を保持しており、1900年以来5番目に長い統治期間を持つ非王族の国家指導者であるほか、最も長い統治期間を持つアラブの指導者であった。
カッザーフィーは2011年8月23日にトリポリから追放され政権は事実上崩壊したが、リビア国民評議会（反カッザーフィー派）によって2011年10月20日にスルトで殺害されるまで親カッザーフィー勢力の指導者としてこの事実上の地位を維持した。

## カッザーフィー政権下のリビアの政治体制
大リビア・アラブ・ジャマーヒリーヤは、『緑の書』に定められた政治的イデオロギーに基づいて正式に管理された。イデオロギーは、直接民主主義と、すべての政治問題に関するすべての市民の直接的な意思決定の考えに基づいていた。全国に基礎人民会議があり、元々の主権者と見なされていた。これらには、男性と女性の両方の成人市民の構成が含まれていた。彼らの管理および執行機関のうち、地方自治体の人民会議および委員会が形成され、次に全人民会議（立法機関）および一般人民委員会（執行機関）が形成された。
全国人民会議は、国民に代わって決定を下した選出されたメンバーではなく、すべての人気のある議会と委員会をまとめた調整機関と見なされていたため、カッザーフィーは国民の議会代表または選出された代表者による代表を拒否した。すべての法律は、基礎人民会議によって承認され、最終的に全人民会議によって採択された。